# Tenharim

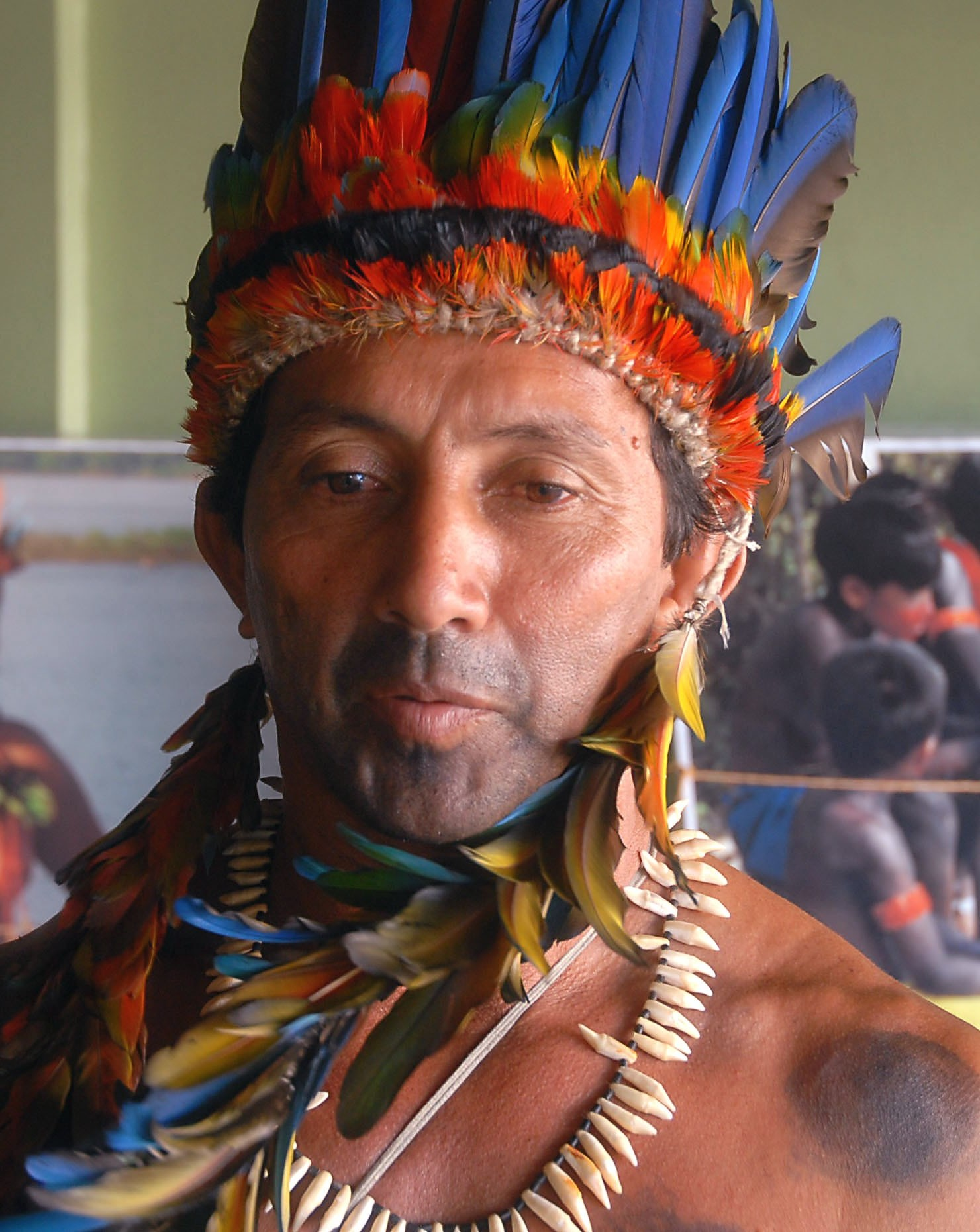
Tenharim

I Tenharim (o anche Kagwahiva) sono un gruppo etnico del Brasile. Parlano la lingua Tenharim (codice ISO 639: PAH) e sono principalmente di fede animista.
Questo gruppo comprende i sottogruppi dei Tenharim (350 circa nel 2000), dei Parintintín (130 circa nel 2000), e dei Diahói (13 nel 1994). 
Vivono nello Stato brasiliano dell'Amazonas.